# Pałac w Minkowskich (powiat namysłowski)
Pałac w Minkowskich (niem. Schloß Minkowsky, Seydlitzruh) – zabytkowy pałac wybudowany w miejscowości Minkowskie.

## Opis
Parterowy pałac wybudowany na planie prostokąta, kryty dachem mansardowym z lukarnami. Od frontu  portyk in antis z trzema arkadami zwieńczony balkonem z kamienną balustradą. Na balustradzie kartusz z herbem rodziny von Seydlitz. Nad nim trzy okna na piętrze zakrytym trójkątnym frontonem. Od ogrodu półkolisty ryzalit z kamienną balustradą przy dachu. Na oknami piętra kartusz z herbem von Wartensleben.  
Obiekt jest częścią zespołu pałacowego zbudowanego w XVIII-XIX w. w skład którego wchodzą jeszcze:
- stajnia,
- park.

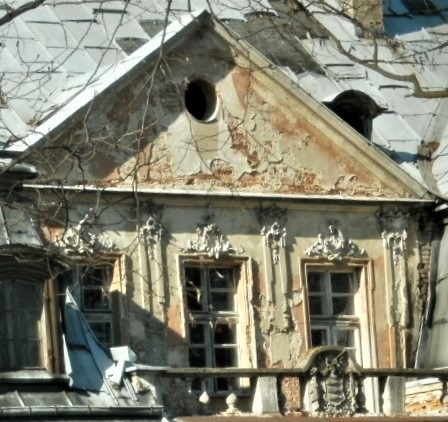
Balustrada z herbem Seidlitz
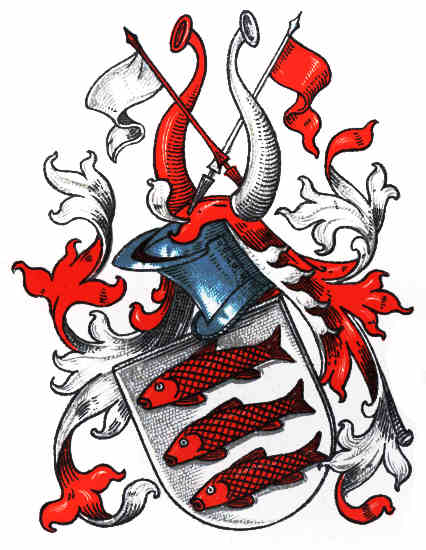
Herb von Seidlitz
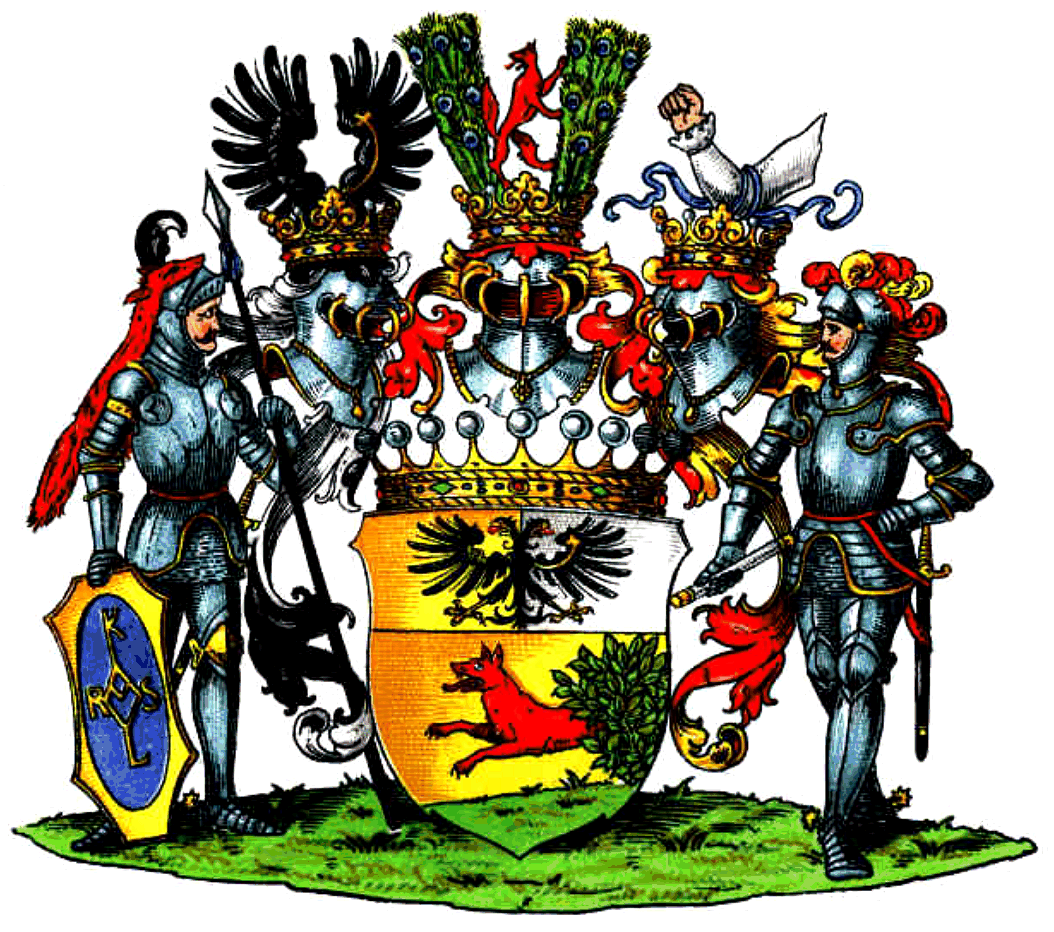
Herb von Wartensleben